# Jean l'Héritier
Jean l'Héritier també Lhéritier, Lirithier, Heritier (1480 – després del 1551) fou un compositor francès francoflamenc del Renaixement.
Les seves obres assoliren un gran reconeixement a Espanya, com ho testifica Fuenllana en el seu Orphénica Lira, entre els més famosos músics estrangers de la seva època, i els llibres de faristol de la catedral de Toledo.